# Bund Saarländischer Musikvereine

BSM - Logo

Der Bund Saarländischer Musikvereine e.V. (kurz BSM) ist mit rund 200 Mitgliedsvereinen der größte Musikverband des Saarlandes. Neben der Vergabe verschiedener Preise und der Veranstaltung von Wertungsspielen kümmert sich der Verband besonders um die Förderung und Weiterbildung junger Musiker.

## Geschichte
Der Verband wurde am 9. Januar 1955 gegründet, um die nach dem Zweiten Weltkrieg wieder aufblühende saarländische Musikkultur zu unterstützen und organisieren. Die Gründung erfolgte auf Drängen des Kultusministeriums und Josef Müller-Blattau, der zum damaligen Zeitpunkt der Vorsitzende des Saar-Sängerbundes war. Bereits wenige Monate später zählte der Verband 60 Mitgliedsvereine.
Bereits zwei Jahre nach seiner Gründung, also 1957, veranstaltete der BSM zum ersten Mal Wertungsspiele, bei denen sich die Mitgliedsvereine in verschiedenen Kategorien messen konnten.
Zur Feier des fünfjährigen Bestehens veranstaltete der BSM 1960 das Bundesmusikfest, bei dem rund 140 Ensembles aus aller Welt teilnahmen.
Bis zum Jahr 1962 wuchs die Anzahl der Mitgliedsvereine auf 177, denen insgesamt etwa 4.000 aktive Musiker angehörten. Innerhalb des Verbandes gab es zu diesem Zeitpunkt 27 Jugendensembles mit etwa aktiven 700 Jugendlichen.

## Robert-Klein-Preis
Seit 1994 zeichnet der Verband jährlich fünf seiner Mitgliedsvereine mit dem Robert-Klein-Preis für besondere Verdienste im Bereich der Jugendarbeit aus.